# Jungfer im Grünen
Die Jungfer im Grünen (Nigella damascena) ist eine einjährige Pflanze aus der Familie der Hahnenfußgewächse (Ranunculaceae). Die im Mittelmeerraum beheimatete Pflanze ist eine in Mitteleuropa häufig kultivierte Gartenpflanze.

## Namen
Die Gattungsbezeichnung Nigella (Lat. nigellus = schwarz) verweist auf die schwarz gefärbten Samen. Die Artbezeichnung damascena bedeutet übersetzt „aus Damaskus stammend“ und wird von dem Botaniker Heinz-Dieter Krausch als Beleg dafür gesehen, dass sie über die Handelsbeziehungen Venedigs mit dem Vorderen Orient in Mitteleuropa eingeführt wurde. Dem widerspricht jedoch, dass die Pflanze in der Levante nicht vorkommt. Insgesamt ist das Epitheton damascenum häufig und wurde gerne verwendet, um einen allgemein „östlichen“ Ursprung einer Pflanze anzuzeigen.
Die Jungfer im Grünen, die früher eine häufig vorkommende Bauerngartenpflanze war, trägt eine Reihe von deutschen Namen. Dazu zählen unter anderem Gretl in der Stauden, Gretl in der Heck, Gretchen bzw. Gretel im Busch, Greterl im Nest, Venushaarige, Braut in Haaren, Damaszener Schwarzkümmel, Damaszener Kümmel und Garten-Schwarzkümmel. Sie ist nicht mit dem Kümmel oder Kreuzkümmel verwandt, sondern gehört zur selben Gattung wie der Schwarzkümmel (Nigella sativa).
Der Name Gretl in der Stauden spielt auf eine österreichische Sage an, nach der die reiche Bauerntochter Gretl ihrer Liebe zu dem Keuschlersohn Hans auf Wunsch des Vaters entsagen musste. Nachdem sie sich in Sehnsucht nach einander verzehrten, wurden sie in Blumen verwandelt. Während Gretl zur Jungfer im Grünen wurde, wurde je nach Region aus Hans der Vogelknöterich oder die Gemeine Wegwarte, die beide im Volksmund auch den Namen Hansl am Weg tragen.

## Beschreibung

### Habitus und Blätter

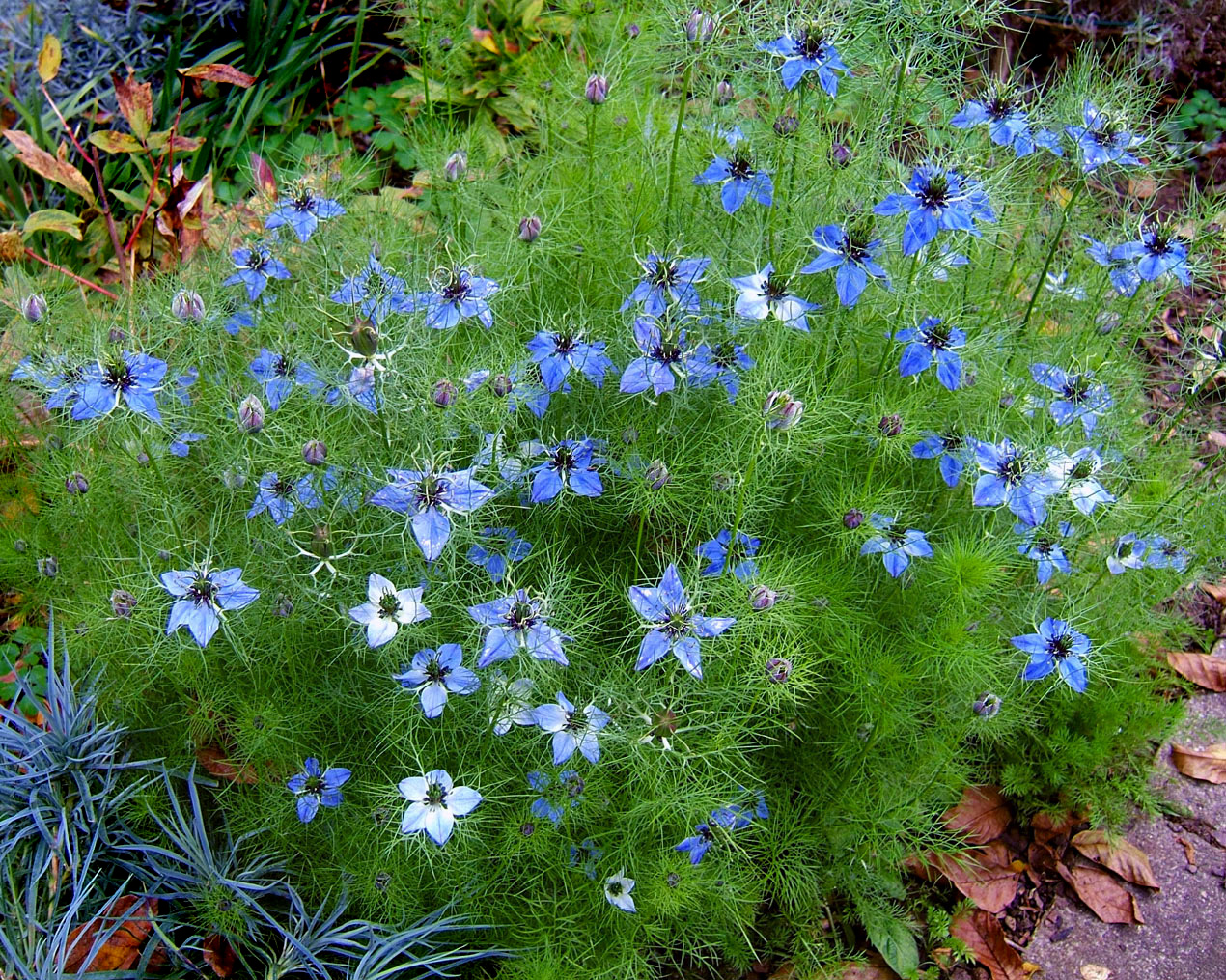
Jungfer im Grünen (Nigella damascena)

Die Jungfer im Grünen ist eine einjährige krautige Pflanze. Sie bildet einen aufrechten, bis etwa 45 Zentimeter hohen und verzweigten Stängel aus. Die Laubblätter sind fiederteilig und sehr stark reduziert.

### Blüten

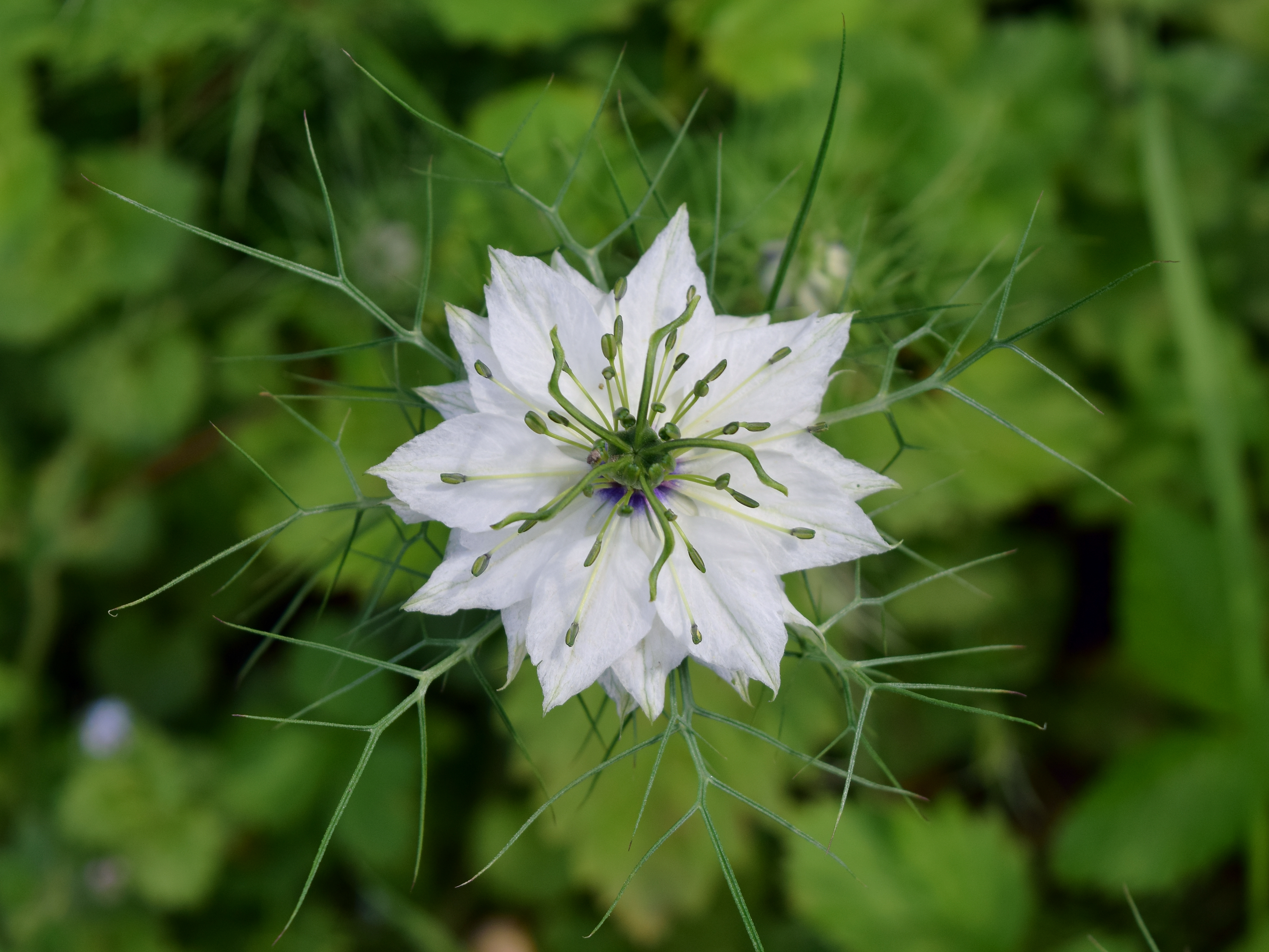
Blüte der Jungfer im Grünen

Die Blüten, die sich zahlreich an den verzweigten Stängeln bilden, sind von einem Kranz haarförmig zerschlitzter Hochblätter umgeben. Blütezeit ist Juni bis August.
Die zwittrige Blüte ist fünfzählig. Das Perigon besteht aus großen, meist blau, gelegentlich auch rosa oder weiß gefärbten Tepalen. Nach innen folgen fünf kleine, zweilippige Honigblätter. Es folgen die zahlreichen Staubblätter. Die fünf Fruchtblätter sind zu einem oberständigen und walzenförmigen Fruchtknoten verwachsen, der dadurch fünffächrig ist. Lediglich die Griffel sind frei.
Das Fehlen der Aufteilung in Kelch- und Kronblätter ist charakteristisch für viele Hahnenfußgewächse. Es gibt Ziersorten mit gefüllten Blüten, bei denen Honigblätter und/oder Staubblätter zu Perigonblättern umgewandelt sind.
Es existieren zwei Varianten dieser Pflanze, was bereits Clusius aufgefallen war. Bei der Wildform ist die Blütenhülle zweiteilig, bei der domestizierten Abart oft verwachsen, womit sich die Pflanze hauptsächlich selbst bestäubt.

### Bestäubung
Die Jungfer im Grünen zählt zu den vormännlichen Pflanzen, bei der zuerst die Staubblätter reifen. Mit dieser sogenannten Proterandrie verhindert die Pflanze die Selbstbestäubung. Reife Staubbeutel sind dabei nach unten gebeugt und haben geöffnete Beutel. Ein Insekt, das an den Nektarien Nektar aufnimmt, wird an seinem Rücken durch die nach unten geöffneten Staubbeutel mit Pollen eingestäubt. Die Griffel des Fruchtknotens stehen bei Blüten im männlichen Stadium dagegen noch aufrecht. Sie krümmen sich erst während der Blütezeit durch eine Wachstumsbewegung der Pflanze nach unten. Im weiblichen Stadium der Blüte, wenn alle Staubbeutel entleert sind, sind die Griffel so weit nach unten gebeugt, dass besuchende Insekten die auf ihrem Rücken mitgebrachten Pollen an die herabhängenden Narben der Griffel abstreichen. Als bestäubende Insekten kommen vor allem Hummeln und Bienen in Frage, die aufgrund ihrer langen Saugröhren an den Nektar gelangen. Schwebfliegen sind gelegentlich gleichfalls an den Blüten zu beobachten. Sie lecken lediglich den Pollen ab und spielen bei der Bestäubung keine Rolle.

### Frucht und Samen

Voll ausgereifte Samenkapsel

Bei bestäubten Blüten entwickelt sich der Fruchtknoten zu einer etwa drei Zentimeter langen Kapselfrucht. Mit zunehmender Reife trocknen die Fruchtwände immer mehr aus, bis sie pergamentartig sind. Fast reife Kapseln haben breite, violette Längsstreifen. Voll ausgereifte Kapseln sind dagegen hell bräunlich und öffnen sich im Spätsommer infolge der Austrocknung an ihrer Spitze mit meist fünf Spalten, die jeweils etwa sieben Millimeter lang sind. Die in der Fruchtkapsel enthaltenen querrunzeligen Samen sind schwarz gefärbt, wie es für diese Gattung typisch ist.
Zur Ausbreitung der Samen nutzt die Pflanze die Bewegung durch Wind oder vorbeistreifende Tiere; sie wird deshalb als Wind- und Tierstreuer bezeichnet (Semachorie). Verschiedene Gestaltmerkmale unterstützen diese Ausbreitungsmechanismen. So sind die Blütenstängel zum Zeitpunkt der Kapselreife etwas länger als während der Blütezeit und sehr elastisch. Die blasig aufgetriebene und leichte Kapsel dient als Windfang, so dass die gesamte Pflanze schon von schwachem Wind hin und her bewegt wird. Die Kapsel hat an ihrer Spitze abgeknickte, verlängerte und hakige Griffel, die sich leicht im Fell eines vorbeistreifenden Tieres so verhaken, dass die Pflanze mitgezogen wird und beim Lösen zurückschnellt. Durch die Bewegung werden die Samen aus den schmalen Spalten herausgeschleudert.

### Chromosomen
Die Pflanze ist diploid, die Chromosomenzahl beträgt 2n = 12.

## Inhaltsstoffe

Strukturformel Damascenin

Aus den Samen der Jungfer im Grünen können bis zu 10 % ätherisches Öl gewonnen werden. In diesem Öl sind mit einem Anteil von einem Zehntel Alkaloide enthalten, insbesondere Damascenin.
Ernst Mutschler habilitierte sich 1964 an der Johannes Gutenberg-Universität Mainz mit dem Thema Chemie und Pharmakologie der Alkaloide Damascenin und Arecolin.

## Verbreitung
Das ursprüngliche Verbreitungsgebiet der Jungfer im Grünen ist der Mittelmeerraum; die Art kommt dementsprechend in Südeuropa, Kleinasien und Nordafrika vor, fehlt aber in der Levante und Syrien. Die östlichsten Belege stammen aus dem nördlichen Kaukasusvorland und dem Nordwest-Iran. Auch auf den Kanarischen Inseln ist sie heimisch. Der Diversitätsschwerpunkt der Pflanze liegt in Griechenland und der westlichen Türkei, was darauf hindeuten könnte, dass hier ihr Ursprungsgebiet liegt. In ihrem natürlichen Verbreitungsgebiet wächst sie auf Kultur- und Brachland.
Auf einigen wenigen mitteleuropäischen Standorten ist Gretchen-im Grünen als sogenannter Gartenflüchtling verwildert und tritt in Schutt-Unkrautgesellschaften auf. Verwilderte Bestände gibt es in Österreich, Schweiz, Belgien, den Niederlanden, Polen, Deutschland und der Tschechischen Republik. Als einjährige Beet- und Balkonpflanze wird sie weltweit kultiviert.

## Die Jungfer im Grünen als Nutz- und Gartenpflanze
Der älteste Nachweis von Nigella damascena in Mitteleuropa stammt aus der mittleren- bis späten Bronzezeit (1410–920 v. Chr.) aus Maukengraben im Inntal bei Schwaz in Tirol, wo verkohlte Samen bei der Ausgrabung einer Abraumhalde der Kupferverhüttung entdeckt wurden. Die Ablagerungen enthielten auch Samen von Hirse (Panicum miliaceum) und wilder Karotte.
Antike Autoren wie Hippokrates und Plinius erwähnen eine Pflanze namens melanthion bzw. git, die medizinal verwendet wurde, unter anderem, um Schwangerschaften zu fördern. Es ist jedoch unklar, ob es sich dabei um Nigella damascena oder Nigella sativa handelt.

### Einführung als Gartenpflanze

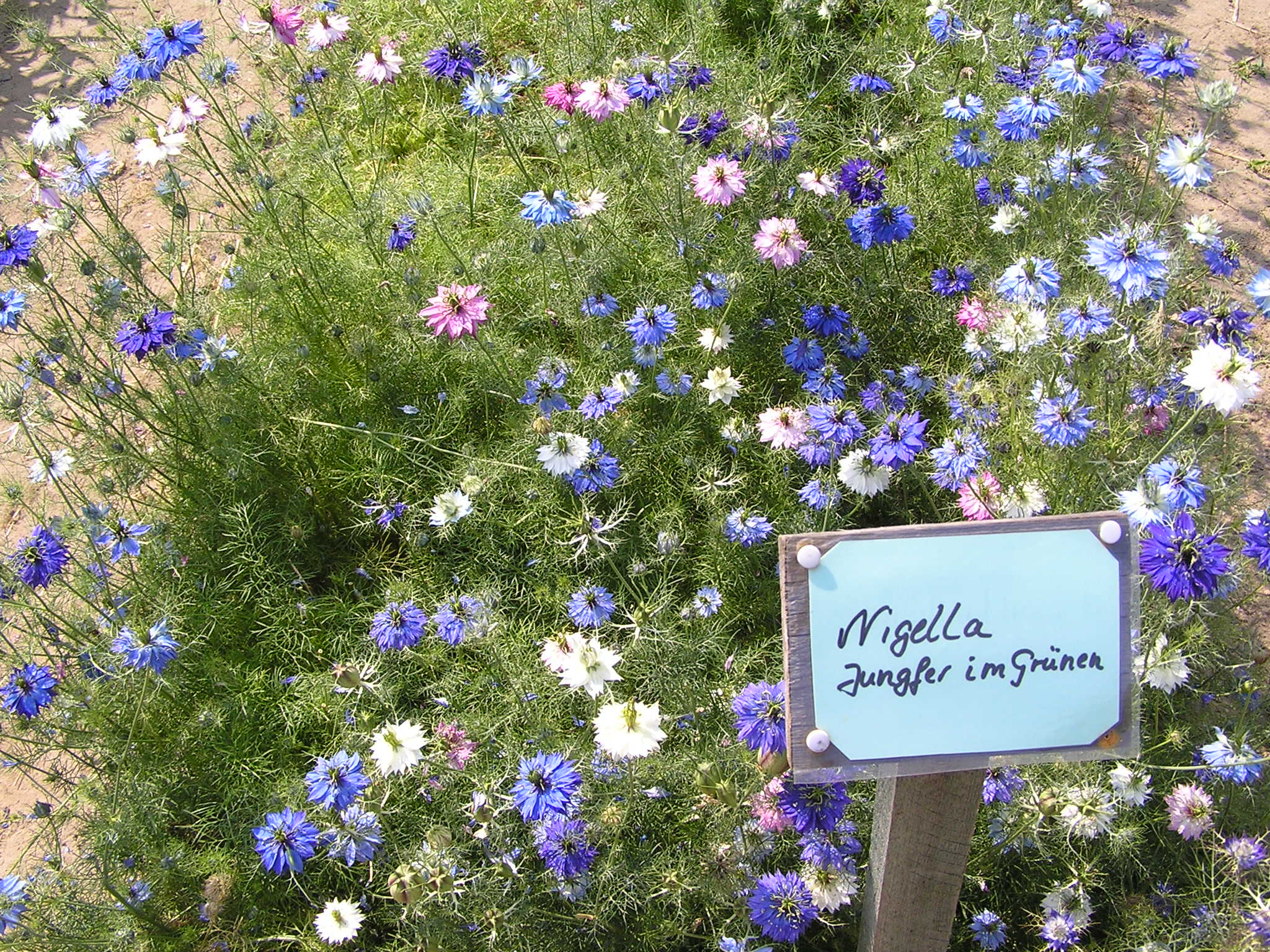
Jungfer im Grünen in der Gartenkultur

Die älteste bekannte Abbildung findet sich in einer italienischen Handschrift aus dem 14. Jahrhundert, die sich im British Museum in London befindet. Als Gartenpflanze wurde sie in der ersten Hälfte des 16. Jahrhunderts erwähnt. Die erste Erwähnung im deutschen Sprachraum stammt von Hieronymus Bock 1539. Leonhart Fuchs bezeichnete die Art in seinem „New Kreüterbuch“ von 1543 als „Schwarz Coriander“ und stellte sie zu den „Nigellen“. Die Bezeichnung damascena oder aus Damaskus stammend wurde 1561 vom Zürcher Arzt und Botaniker Conrad Gessner verwendet. Johannes Franke gab ihr 1594 den Namen Melanthium Damascenum oder „Frembder Schwarzkümmel“. Carl von Linné griff 1753 in seiner Systematik die Bezeichnung damascenum als Artnamen auf, stellte die Art aber in die Gattung Nigella.
Allgemein wird angenommen, dass Gretchen im Grünen erst in der frühen Neuzeit als Zierpflanze in die Bauerngärten Mitteleuropas gelangte. In der zweiten Hälfte des 16. Jahrhunderts war die Pflanze, die sehr genügsam ist, in deutschen Gärten weit verbreitet. Bereits Ende des 16. Jahrhunderts gab es eine Form mit gefüllten Blüten, die Sorten mit weißen oder rosa Blüten entwickelten sich in den Jahrzehnten danach. Die blaublütige Form blieb jedoch die am weitesten verbreitete, von der Johann Christian Gottlob Baumgarten in seiner Flora Lipsiensis schrieb, dass sie überall in den Küchengärten wachse. Besonders häufig werde sie jedoch in den Gärten der Vorstädter und der Landbevölkerung gezogen.
Mit der Einführung farbenprächtigerer und auffälligerer Sommerblumen kam die Jungfer im Grünen zunehmend aus der Mode. Im Jahre 1900 bezeichnete Carl August Bolle diese Blume als altmodisch. Heute ist die Pflanze wieder als typische Bauerngartenblume beliebt. Sie lässt sich wegen der langen Haltbarkeit gut für Blumensträuße verwenden. Die Samenkapseln eignen sich für Trockensträuße.

### Verwendung in der Pflanzenheilkunde und als Gewürz
Jungfer im Grünen wird in der Naturheilkunde als harntreibendes, wurmtreibendes, schleimlösendes Mittel und gegen Blähungen verwendet. Anerkannte klinische Studien als Wirkungsnachweis gibt es bislang nicht.
Das Öl aus den Samen der Jungfer im Grünen wird zur Herstellung von Parfüms und Lippenstiften verwendet. Fein gemahlene Samen haben einen intensiven Waldmeistergeschmack. Sie können zur Verfeinerung von Süßspeisen verwendet werden. Wegen des enthaltenen Alkaloids Damascenin sind sie in der Küche jedoch ungebräuchlich geworden, da eine höhere Dosierung giftig ist.

## Die Jungfer im Grünen in der Symbolik und der Literatur

### Symbolik
In der Symbolsprache ist die Jungfer im Grünen eine der klassischen Blumen der verschmähten Liebe. Junge Frauen gaben verschmähten Freiern ihre Ablehnung durch diese Blume zu verstehen. Die Form, in der dies geschah, war regional unterschiedlich. Im Kanton Zürich war die Übersendung einer Jungfer im Grünen ein eindeutiges Signal der Abweisung eines Bewerbers. In anderen Regionen wurde dem Bewerber ein Körbchen gesendet, in dem sich neben der Jungfer im Grünen auch andere Abweisung signalisierende Blumen und Kräuter wie etwa Schafgarbe, Kornblume, Augentrost und Wegwarte befanden.

### Literatur

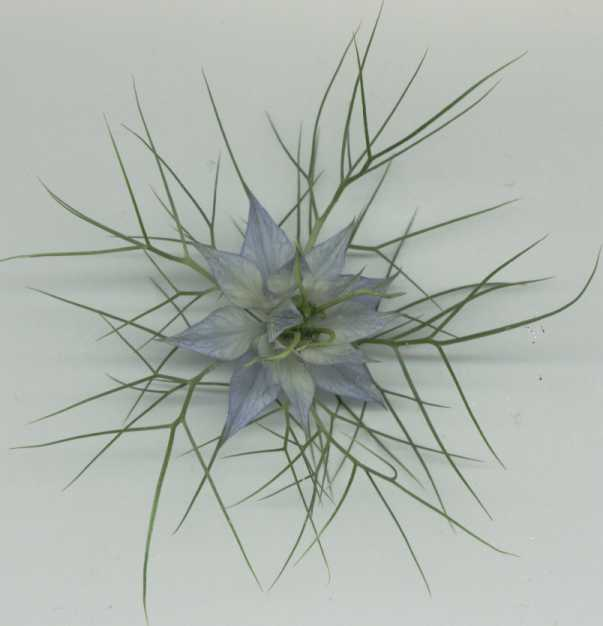
Blüte